# Citrus glauca
Citrus glauca là một loài thực vật có hoa trong họ Cửu lý hương. Loài này được (Lindl.) Burkill mô tả khoa học đầu tiên năm 1932.

## Hình ảnh

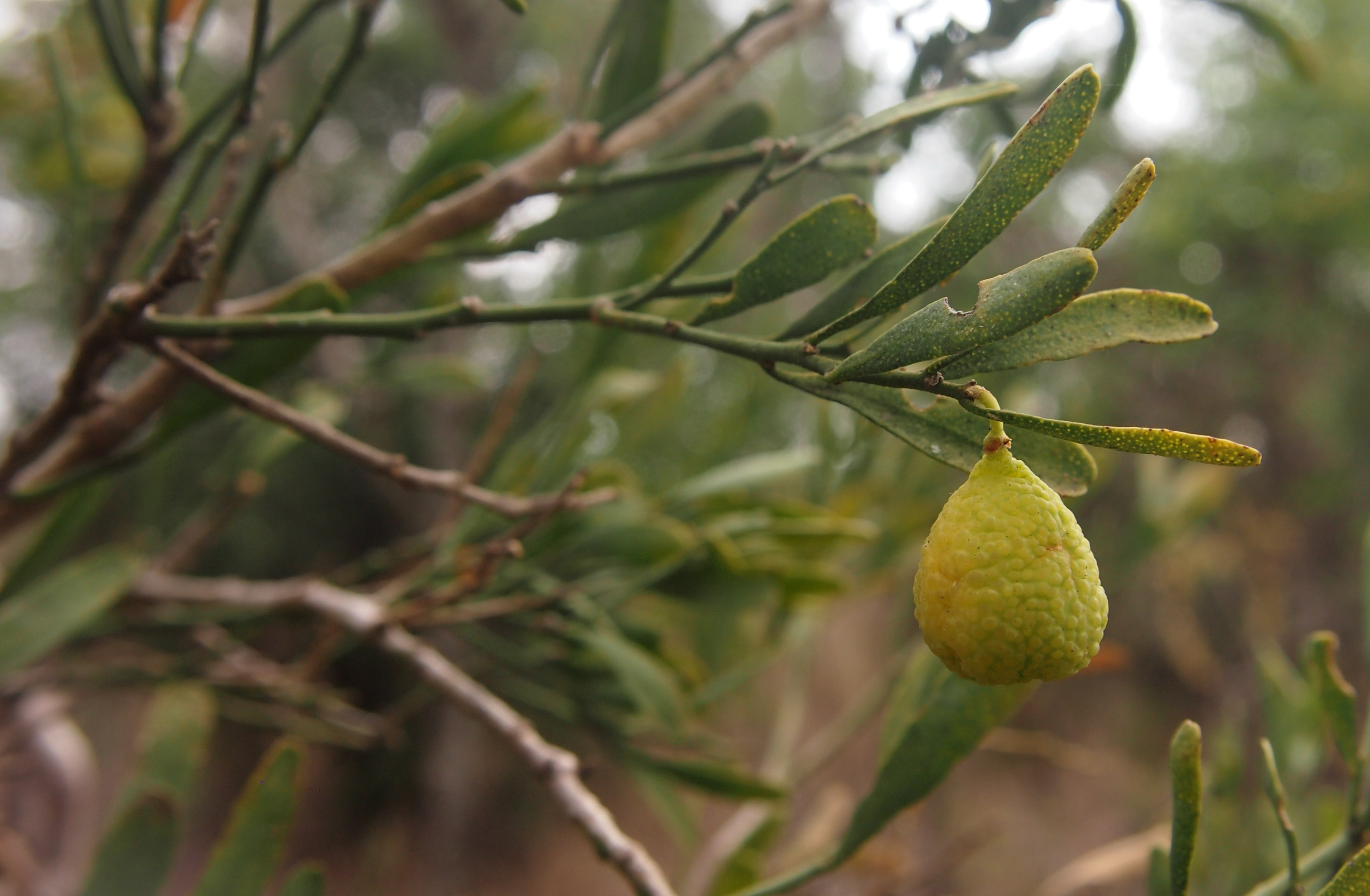
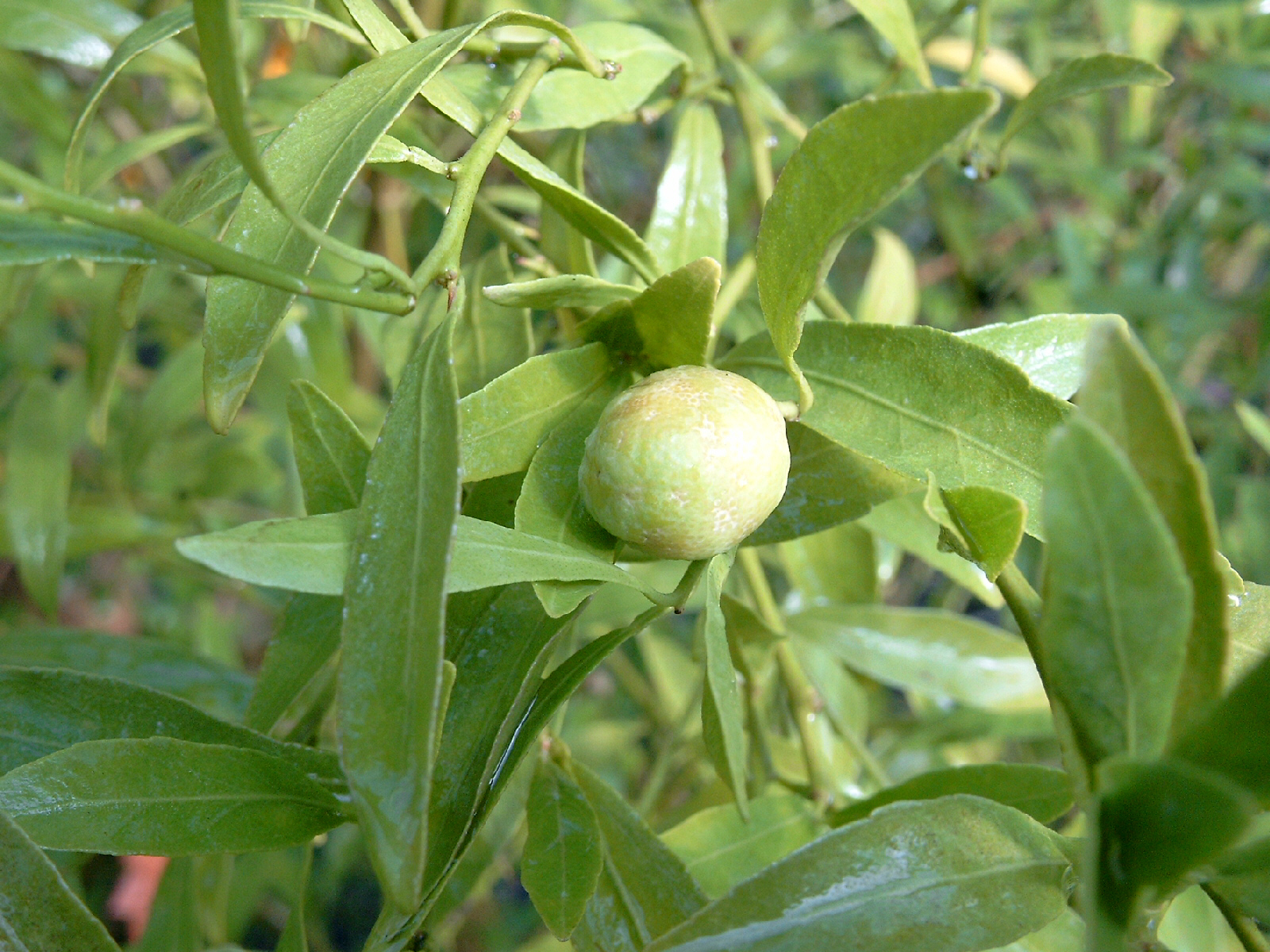
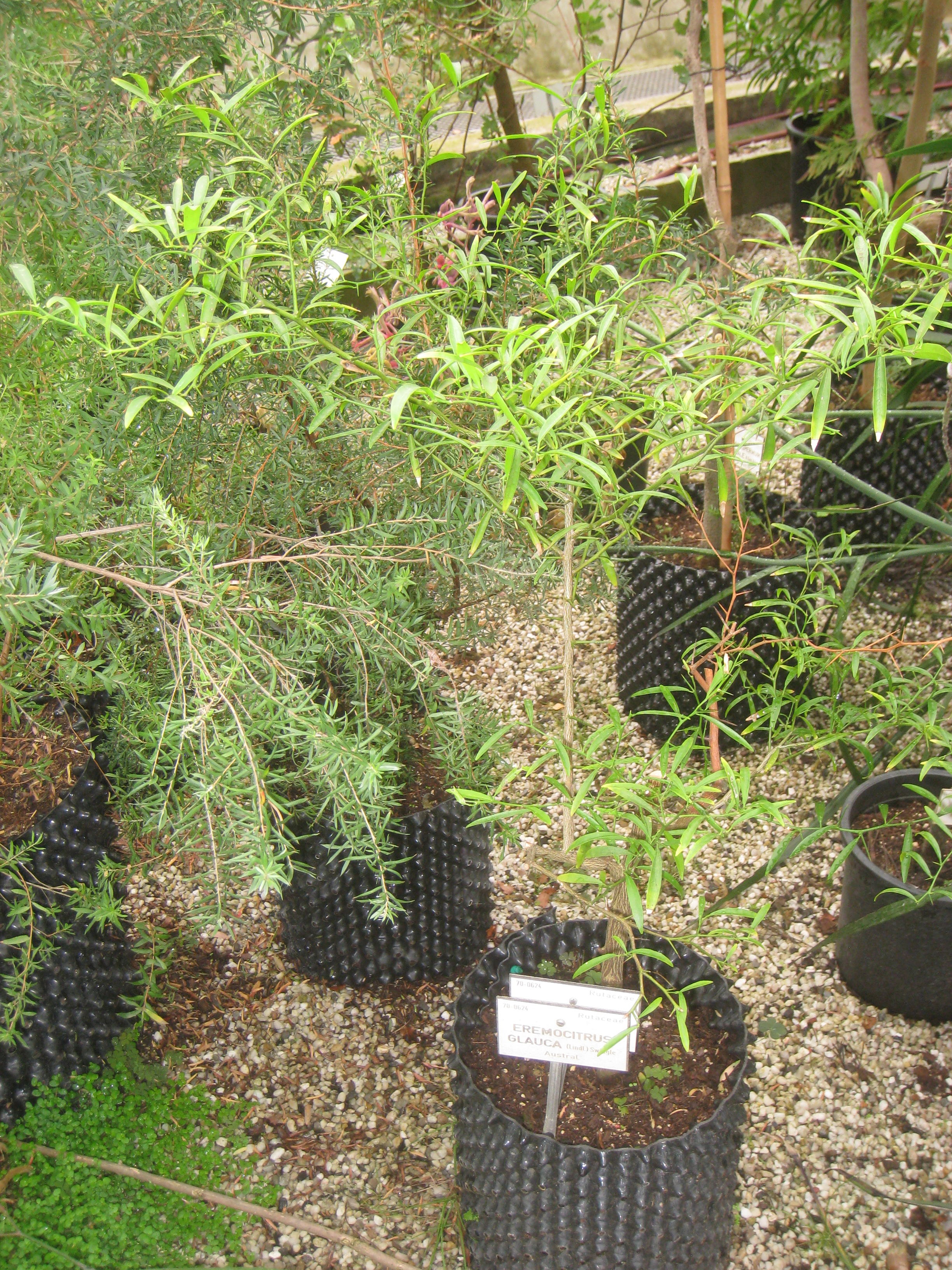
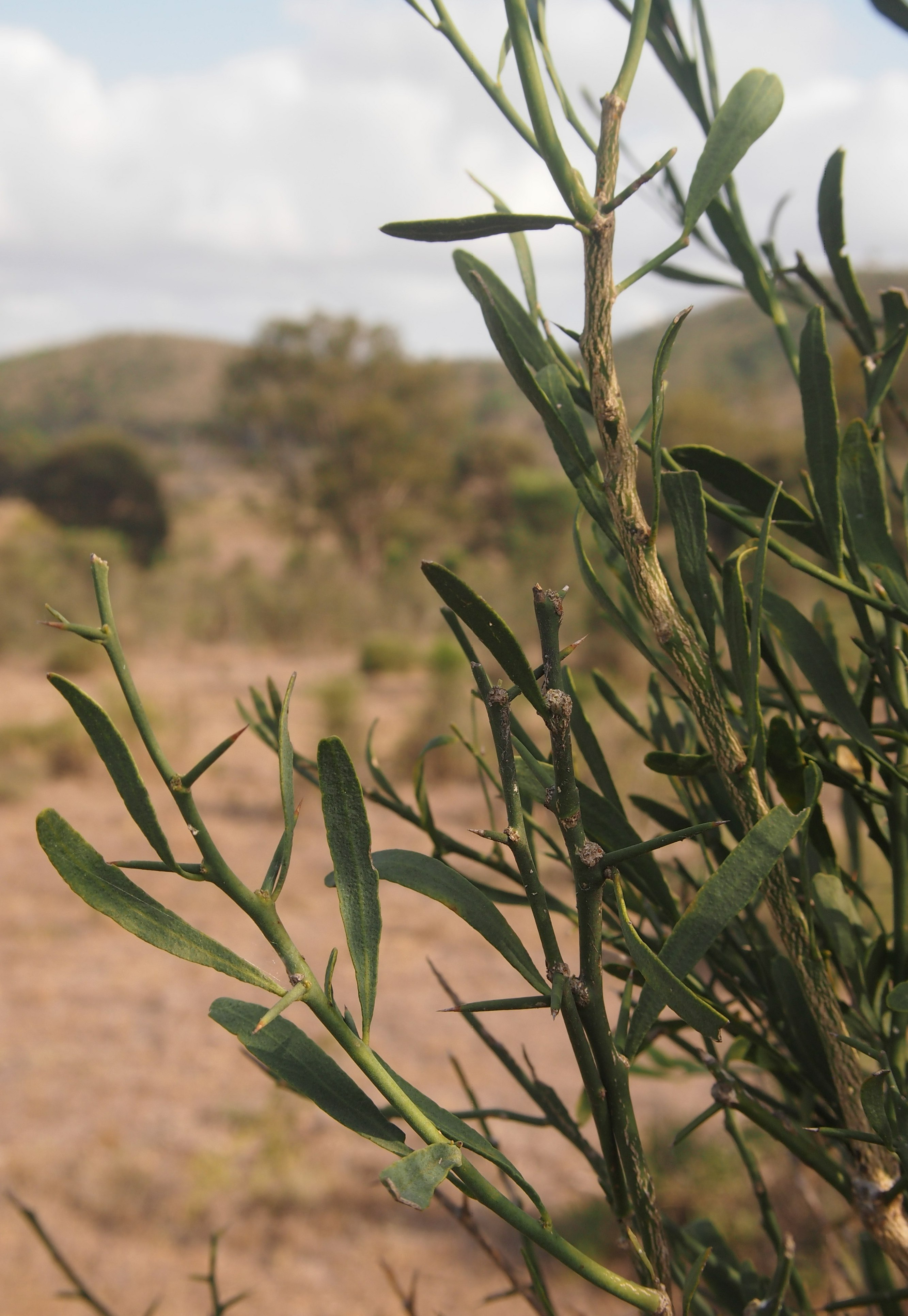